# CHAIN/チェイン
『CHAIN/チェイン』は、京都芸術大学映画学科の映画製作プロジェクト「北白川派」により製作された、2021年11月26日公開の日本映画。監督は福岡芳穂。
同年1月1日に亡くなった福本清三の遺作でもある。

## キャスト
出典:
- 山川桜七郎 / 上川周作
- 御陵衛士・斎藤一 / 塩顕治
- 松之助 / 池内祥人
- 御陵衛士・藤堂平助 / 村井崇記
- 新撰組・大石鍬次郎 / 佐々木詩音
- 陸援隊・窪川藤次 / 延岡圭悟
- 陰間乞食・惣吉 / 松本薫
- 阿片を売る胡弓の師匠・お染役 / 和田光沙
- 夜鷹（娼婦）の女・お鈴役 / 辻凪子
- 花香太夫 / 土居志央梨
- 御陵衛士・篠原泰之進 / 渡辺謙作
- 御陵衛士・毛内有之助 / 鈴木卓爾
- 御陵衛士・服部武雄 /  高尾悠希
- 新撰組・永倉新 / 駒野侃
- 新撰組・原田左之助 / 宮本伊織
- 陸援隊隊長・中岡慎太郎 / 東山龍平
- 蕎麦屋「梅むら」の娘・つる役 / 山本真莉
- 蕎麦屋「梅むら」の女将・ふね役 / 鈴川法子
- 会津藩家老・萱野長修 / 水上竜士
- 美濃の侠客・水野弥三郎 / 福本清三
- 新撰組副長・土方歳三 / 大西信満
- 新撰組局長・近藤勇 / 山本浩司
- 元新撰組五番隊組長・武田観柳斎 / 渋川清彦
- 御陵衛士盟主・伊東甲子太郎 / 高岡蒼佑

## スタッフ
出典:
- 監督 : 福岡芳穂
- プロデューサー : 椎井友紀子,仙頭武則
- 脚本 : 港岳彦
- 撮影監督 : 栢野直樹
- 美術・装飾 : 嵩村裕司
- 録音 : 中山隆匡
- 助監督 : 飯島将史
- 殺陣 : 中村健人,東山龍平
- 編集 : 鈴木歓
- VFX : 西尾健太郎
- 胡弓演奏・指導・作曲 : 木場大輔
- 音楽 : 中城隆